# Taziano (console)
Taziano (latino: Tatianus; fl. 388-466) è stato un politico bizantino.

## Biografia
Era figlio della figlia di Flavio Eutolmio Taziano, prefetto del pretorio d'Oriente, e fratello di Giulio.
Venne inviato dal proprio padre, nel 388, a Costantinopoli, per completare la propria educazione sotto la guida del nonno. Intorno al 422 era in Lidia, a Sidmia, assieme al fratello; qui incontrarono Marciano, lo curarono da una malattia e gli predissero che sarebbe divenuto imperatore.
Fu probabilmente governatore di Caria, in quanto ad Afrodisia è attestato il restauro da parte sua di un monumento dedicato al nonno.
La profezia che di Taziano e Giulio avevano fatto a Marciano si avverò nel 450; il nuovo imperatore lo fece venire a corte e lo nominò praefectus urbi di Costantinopoli. Durante la sua magistratura, durata fino al 452, Taziano partecipò al concilio di Calcedonia (451); eresse inoltre la colonna di Marciano, recante la statua dell'imperatore. È possibile che in questo periodo sia stato nominato senatore; alternativamente, ma più improbabilmente, ricevette già nel 452 il titolo di patricius, assieme al fratello.
Nel 464 fu inviato da papa Leone I, col quale aveva avuto uno scambio epistolare durante la prefettura all'urbe, in ambasciata presso i Vandali, per recare le richieste della popolazione italica, ma la missione non ebbe successo.
Nel 466 venne nominato console per l'Occidente dall'imperatore Leone I, in quanto in quell'anno non c'era un imperatore d'Occidente; sebbene le liste consolari lo registrino, nessuna iscrizione ritrovata in occidente lo nomina, nominando il solo Leone. Secondo quanto riportato da Candido Isaurico, Leone e il potente magister militum Aspare ebbero uno scontro riguardo Taziano e Viviano: Taziano, perciò, potrebbe essere stato danneggiato dall'opposizione di Aspare.